# Ephrata, Washington
Ephrata [iːˈfreɪtə] är administrativ huvudort i Grant County i delstaten Washington i USA. Vid 2010 års folkräkning hade Ephrata 7 664 invånare.